# カルデン
カルデン  (ドイツ語: Calden) は、ドイツ連邦共和国ヘッセン州北部のカッセル郡に属す町村（以下、本項では便宜上「町」と記述する）である。
この町は、2012年までに拡張が計画されている地方飛行場カッセル＝カルデン飛行場と、ヴィルヘルムスタール城で知られる。

## 地理

### 位置
カルデンのランゲン・ウント・シュタウフェンベルクプラッテと呼ばれる丘陵地に位置する中核部は、カッセル中心部から北西約 12 km にあたる。首邑部をカルデ川が流れる。この川はズーダーバッハ川を経由してエッセ川に注ぐ。ヴィルヘルムスタール城の南をエッセ川の支流ユングフェルンバッハ川が流れている。またネーベルベーケ川は街の西部にあるエールステン、マイムブレッセン、ヴェストウッフェルンといった地区を北に向かって流れてオーバーマイザー地区でヴァルメ川に注ぐ。この町の最高地点はフュルステンヴァルトの南西に位置するポステン＝ベルク山頂の海抜 430 m であり、最低地点はオーバーマイザー北部のヴァルメ川がこの町から流れ出る地点の海抜約 170 m である。首邑部はおおむね 230 m（カルデ川沿い）から 285 m（ヴィルヘルムスターラー・ヘーエ）にあたる。
町外では、南西約 7 km にハービヒツヴァルト山地に属すヘーエ・デルンベルクがあり、約 10 - 15 km 東から北東にかけて「伝説の地」ラインハルトの森が広がっている。

### 隣接する市町村
カルデンは、北はリーベナウ市、東はグレーベンシュタイン市、南東はエスペナウおよびフェルマー市、南はアーナタール、西はツィーレンベルク、北西はブロイナと境を接する（いずれもカッセル郡）。

### 自治体の構成
自治体としてのカルデンは、以下の6つの地区からなる。
- カルデン
- エールステン
- フュルステンヴァルト
- マイムブレッセン
- オーバーマイザー
- ヴェストウッフェルン

## 歴史
カルデン地区とエールステン地区の間で、旧石器時代の重要な考古学的出土品が見つかっている。カルデンには紀元前2000年頃のカルデンの石櫃が遺されている。カルデンのエルトヴェルク（古代の土塁や堀などの考古学的土木工事の総称）や数多くの墓石は、紀元前4世紀半ばにまで遡る。
最も古い集落はエールステンで、817年に初めて文献に記録されている。
現在の自治体としてのカルデンは、1972年に、当時の地域再編によって成立した。

## 行政

### 議会
カルデンの町議会は 31 議席からなる。

### 姉妹自治体
- ラーツケヴェ（ハンガリー、ペシュト県）1992年5月22日に姉妹自治体協定を締結した。

## 文化と見所

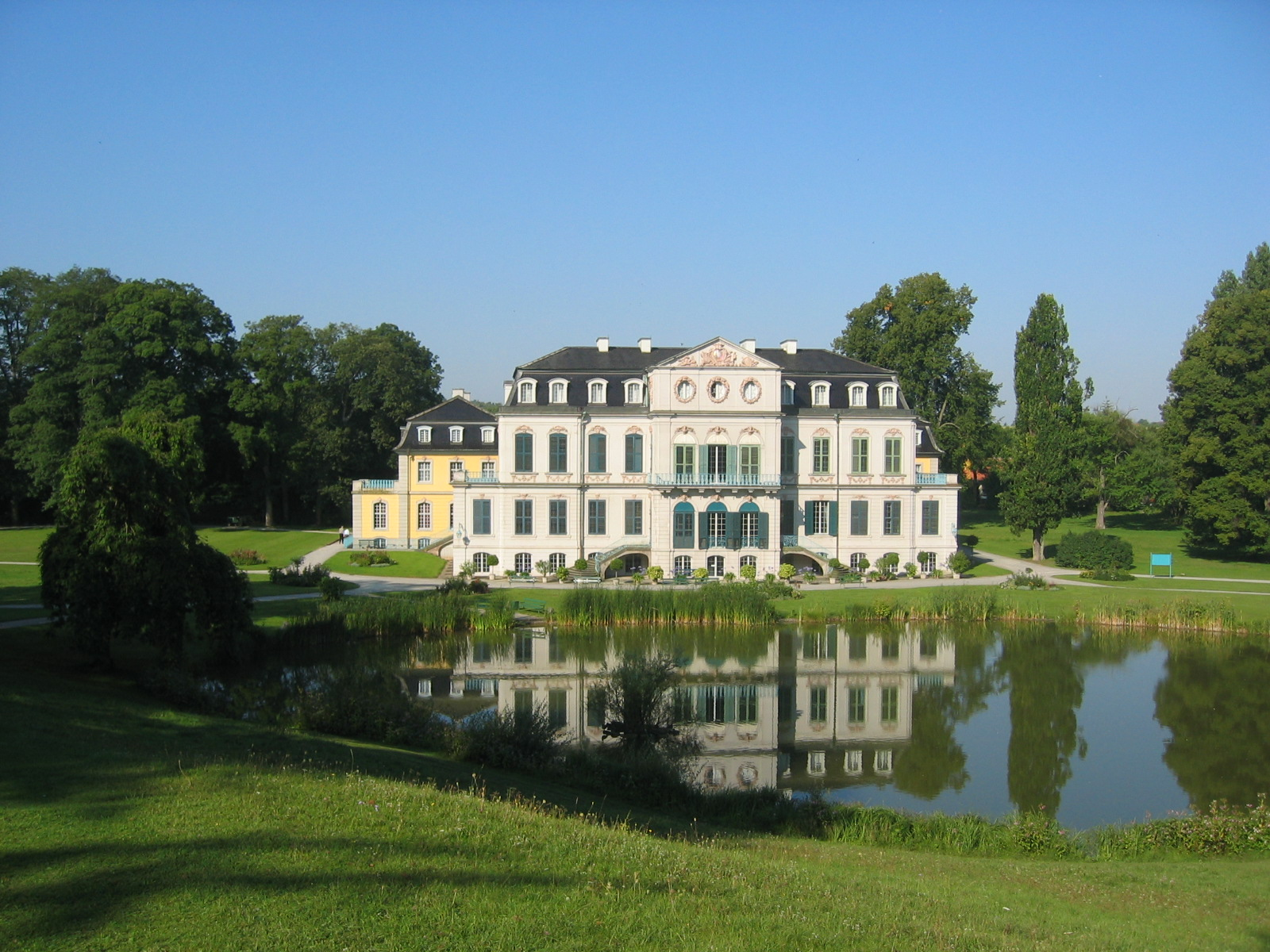
ヴィルヘルムスタール城

### 見所
カルデンの見所には以下のものがある。
- カルデン動物園（かつては柵で囲まれた猟場であった）[3]
- ガレリーグラープ・カルデン I（石櫃墓）
- ハービヒツヴァルト山地（特にホーアー・デルンベルク）
- コプフシュタイネ、フュルステンヴァルト地区の自然記念物
- ヴィルヘルムスタール城、美しい風景庭園を持つロココ建築の城館
- カルデンの石櫃（石櫃墓）
- カルデン天文台

- コプフシュタイネ（盛り土の上の立石）
- カルデンの石櫃

## 経済と社会資本

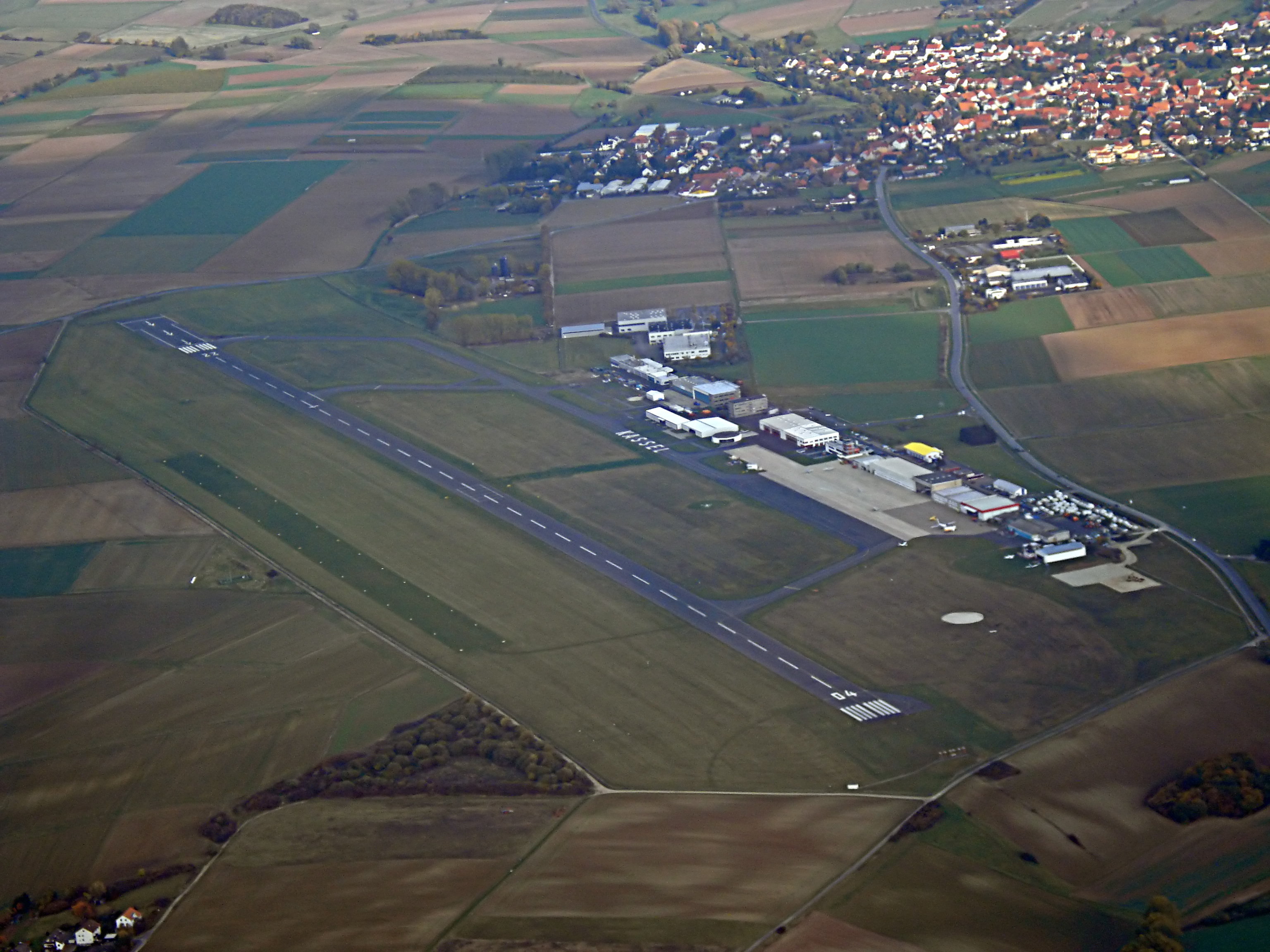
カッセル＝カルデン飛行場

### 交通
カルデンは連邦道B7号線沿いにある。この道路は南東のカッセル方面からフェルマーを経由し、カルデンの首邑部とカッセル＝カルデン飛行場の脇を通り抜け北西のヴァールブルクへ向かう。
鉄道フォルクマールゼン - フェルマー - オーバーフェルマー線のツィーレンベルク - ヴァイマー間の路線がフュルステンヴァルト地区を通っている。

## 引用
1. ↑  Hessisches Statistisches Landesamt: Bevölkerung in Hessen am 31.12.2023 (Landkreise, kreisfreie Städte und Gemeinden, Einwohnerzahlen auf Grundlage des Zensus 2011)]
2. ↑  2016年3月6日の町議会議員選挙の結果
3. ↑  カルデン動物園